# Balareddihalli, Chintamani
Balareddihalli là một làng thuộc tehsil Chintamani, huyện Kolar, bang Karnataka, Ấn Độ.